# Nathalie de Vries
Nathalie de Vries (ur. 22 marca 1965 w Appingedam) – holenderska architektka i urbanistka.
Nathalie de Vries w 1990 ukończyła z wyróżnieniem Wydział Architektury Uniwersytetu Technicznego w Delfcie. Wykładała na wielu uczelniach w Europie i USA. Zasiadała również w jury licznych konkursów, np. Laka Competition oraz w radach programowych fundacji i muzeów. Jest dyrektorem i współzałożycielem, działającej na całym świecie, pracowni architektonicznej MVRDV.

## MVRDV
W 1993 roku, wspólnie z Winy Massem i Jacobem van Rijsem, współzałożyła pracownię MVRDV, aktywną na polach planowania przestrzennego, urbanistyki i architektury na niemal wszystkich kontynentach. Stałe motywy obecne zarówno w ich tekstach teoretycznych, jak i realizacjach, to gęstość w architekturze i urbanistyce oraz nowe formy przestrzeni publicznej.
MVRDV reprezentuje wyszukaną architekturę współczesną, czerpiąca zasadniczo z formalnego dorobku modernizmu, ucieka się czasem jednak do rozwiązań postmodernistycznych. Realizacje i projekty biura cechują się dosłownym traktowaniem schematów funkcjonalnych, wywodzeniem formy z pozornie absurdalnych założeń. Biuro jest znane zarówno z niekonwencjonalnych realizacji, jak i wielu opublikowanych niezrealizowanych projektów, stanowiących rodzaj ćwiczeń intelektualnych, a czasem jawne prowokacje przeciw zasadom, które wydają się w architekturze najbardziej oczywiste. Architekci inspirują się poszukiwaniami Rema Koolhaasa i je rozwijają. Prezentacją poglądów grupy na urbanistykę jest publikacja FARMAX (1998).

### Główne projekty
- Villa VPRO (siedziba państwowej telewizji) w Hilversum, 1997
- Villa KBWW (dom dwurodzinny) w Utrechcie, 1997
- WoZoCo (dom starców) w Amsterdamie 1997
- dwa domy w dzielnicy Borneo w Amsterdamie, 2000
- pawilon holenderski na wystawie Expo 2000 w Hannoverze, 2000
- budynek wielorodzinny Silodam w Amsterdamie, 2003

## Życie prywatne i zawodowe
Od 1999 do 2005 roku zasiadała w zarządzie Netherlands Architecture Fund. Była członkiem Komitetu Projektowego w Salzburgu, a od 2004 roku jest członkiem zarządu fundacji holenderskiego architektonicznego magazynu branżowego Oase. Niedawno dołączył do rady nadzorczej Muzeum Wzornictwa Graficznego w Bredzie.
Prywatnie Nathalie de Vries jest żoną architekta, Jacoba van Rijsa. Żyją w holenderskim Schiedam, mają dwie córki. Nathalie de Vries jest jedną z niewielu kobiet, prowadzących międzynarodową firmę architektoniczną.